# اشتاینهایم آن در مور
شهر اشتاینهایم آن در مور (به آلمانی: Steinheim an der Murr) در ایالت بادن-وورتمبرگ در کشور آلمان واقع شده‌است.